# برايسون غودوين
برايسون غودوين (بالإنجليزية: Bryson Goodwin)‏ هو لاعب دوري الرغبي أسترالي، ولد في 30 ديسمبر 1985 في نيوساوث ويلز في أستراليا.

## روابط خارجية
- برايسون غودوين على موقع ItsRugby.co.uk (الإنجليزية)